# Дуа (деревня)
Дуа (Дуах; англ. Duagh [duːɑː]; ирл. Dubháth) — деревня в Ирландии, находится в графстве Керри (провинция Манстер).
Население — 469 человек (по переписи 2002 года).